# كلية التربية الرياضية بنات (جامعة الزقازيق)
كلية التربية الرياضية بنات هي إحدى كليات جامعة الزقازيق. بدأت كقسم للتربية الرياضية عام 1981، ثم تحولت إلى كلية مستقلة. وخرّجت أول دفعة في عام 1984.

## نشأة الكلية
- 1981..... تم إنشاء قسم للتربية الرياضية يتبع كلية التربية بالزقازيق ووضع هذا القسم تحت اشراف أستاذ مساعد دكتور / خيري الدين عويس. في نفس العام تم تحويل القسم الي كلية التربية الرياضية للبنات وتم تعين الأستاذة / حورية مرسي عميدة لهذة الكلية الوليدة وكان مكانها داخل مباني.استاد جامعة الزقازيق حتي يمكن استخدام ملاعب الاستاد.
- 1982.... في هذا العام اجريت أول اختبارات للقدرات الرياضية للكلية للحاصلات على الثانوية العامة.
- 1984.... تخرجت في هذا العام أول دفعة من الكلية وكان عدد المتخرجات هو 48 وتم تكليف أوائل هذة الدفعة، وتوالت الخريجات حتي بلغ عددهن حتي عام 1989 خريجة من الكلية. في هذا العام تم وضع حجر الأساس لمبني الكلية الجديد.
- 1986.... في 27 / 5 / 1986 تم نقل الأستاذة الدكتورة / كريمان عبد المنعم من جامعة حلوان الي كلية التربية الرياضية للبنات بجامعة الزقازيق، وبتاريخ 1 / 7 / 1986 صدر قرار تعينها عميدة للكلية خلفا للأستاذة /حورية مرسي.في 9 / 7 / 1986 تمت الموافقة علي فصل الدراسات العليا لتصبح أول كلية بنات علي مستوي الجمهورية لها دراسات منفصلة للبنات فقط.تمت الموافقة علي تقسيم الطالبات الي شعب صغيرة لا تتعدي 15 طالبة للشعبة الواحدة بدلا من 25 طالبة.شهد هذا العام انعقاد أول امتحان تأهيلي للطالبات الراغبات في الالتحاق بدراسات الدكتوراة بالكلية.أقيمت أول دراسة صقل لجميع معاوني أعضاء هيئة التدريس بقاعة الجامعة وصارت تقليدا سنويا منذ هذا التاريخ وتقام في بداية كل عام دراسي. تم تصميم شعار للكلية قام بة متطوعا الأستاذ الدكتور/مصطفي الرزاز عميد الكلية النوعية للفنون والموسيقي وأصبح هذا الشعار يوضع علي مكاتبات الكلية كما تم عمل علم للكلية باستخدام نفس الشعار.في 9 / 7 / 1986 تمت الموافقة علي فصل الدراسات العليا لتصبح أول كلية بنات علي مستوي الجمهورية لها دراسات منفصلة للبنات فقط.
- 1987..... صدر أول عدد لمجلة الكلية العلمية وهي أول مجلة تصدر علي مستوي كليات التربية الرياضية للبنات بالجمهورية.قام أول مهرجان للكلية اشتمل علي نشاط فني، رياضي، ثقافي، اجتماعي باستاد الجامعة وقد اشتمل علي عرض فني رياضي رائع فكان ايذانا بعودة العروض الرياضية التي توقفت منذ أعوام بعيدة، أي منذ أيام الأستاذة / نفيسة الغمراوي. أقيمت معسكرات للجوالة في الإسماعيلية وكذلك معسكرات اعداد قادة بمدينة بورسعيد لطالبات الكلية. اشتركت الكلية في اعياد الشرقية لأول مرة حيث قدمت عرض رياضي كبير شرفتة بالحضور السيدة /سوزان مبارك قرينة رئيس الجمهورية والأستاذة الدكتورة امال عثمان وزيرة الشئون الاجتماعية ومحافظ الشرقية دكتور /محمود شريف ورئيس الجامعة وعمداء واستاذة الكليات. في 1/10/ 1987 تم استلام مبني الكلية الجديد بعد إجراء تعديلات داخلية بالإضافة الي تأثيث المبني بطريقة غير تقليدية تتسم بتناسق الألوان وتواجد نباتات الظل.
- 1988..... تم اتخاذ قرار بإطلاق اسم الأستاذة /نفيسة الغمري علي أكبر مدرج في مبني الكلية الجديد... صدر القرار من مجلس الجامعة.في7/12/1988 تم إصدار واعتماد أول لائحة تصدر علي مستوي كليات التربية الرياضية.لتصبح للكلية ولاول مرة لائحتها الخاصة بها بعد أن كانت تطبق لائحة كليات اخري وتميزت اللائحة بادخال لعبات جديدة مثل التايكوندو والجودو والكاراتية.كما تم إضافة مجموعة من الهوايات التي تؤهل الطالبة للحياة العامة.كما تم إضافة شعبة التعليم لدراسات الدبلوم والماجستير.كما أصبح الدبلوم أحد مراحل الدراسات العليا لأول مرة في كليات التربية الرياضية للبنات علي مستوي الجمهورية.
- 1989.... قرر مجلس جامعة الزقازيق منح الأستاذة / نفيسة الغمراوي درجة الدكتوراة الفخرية من كلية التربية الرياضية للبنات بالزقازيق وذلك تقديرا لدورها الرائد في مجال الرياضة وكليات التربية الرياضية. في 4 / 4 / 1989 تم الاحتفال بعودة طابا الي مصر الحبيبة، واقيم بهذة المناسبة عرضا رياضيا رائعا بالإضافة الي عرض فني في المساء اشتركت فية جموع من الطالبات وقام بتصميم جميع العروض الرياضية والفنية بواسطة جهاز الاشراف للكلية. في 4 / 6 / 1989 صدر قرار رئيس الجامعة بتجديد تعين الدكتورة / كريمان عبد المنعم سرور، أستاذة العلوم التربوية والاجتماعية بكلية التربية الرياضية للبنات بجامعة الزقازيق عميدة للكلية لمدة ثلاث سنوات أخرى اعتبار من 2/ 7 / 1989.في 30 / 11 / 1989 تم افتتاح ملاعب الكلية الجديدة والتي اشتملت علي ملاعب للتنس والكرة الطائرة والسلة واليد ومضمار الجري وهي أول ملاعب متكاملة منفذة بأحدث الطرق في كليات التربية الرياضية علي مستوي الجمهورية، وقد حضر حفل الافتتاح أ. د/عبد الأحد جمال الدين والسيد الوزير عادل عزوزيرالبحث العلمي ورئيس جامعة المنوفية الأستاذ الدكتور/سيد حسانين ورئيس جامعة الزقازيق وعمداء الكليات وأساتذتها.
- 1990.....في 21 / 3 / 1990 ينعقد باذن الله تعالي أول مؤتمر علمي للكلية وموضوعة «دور التربية الرياضية في حل المشكلات المعاصرة». مساهمة من الكلية في تاهيل طلبة من طالبات معاهد التربية الفكرية للتعامل مع المجتمع الخارجي، قامت الكلية بالاشتراك مع المسئولين من هذة المعاهد بتنظيم يوم رياضي ساده روح المودة والحب والإخاء. قامت الكلية بعمل ندوة ثقافية عن دور التربية الرياضية وتحديات القرن الـ 21 وشرفها بالحضورأ.د / محمد عبد اللطيف رئيس الجامعة والأستاذ الدكتور/ سعد كمال طه وأستاذه من كلية الطب.
- 1991..... تم تكليف الكلية من قبل أ.د/ رمزي الشاعر رئيس الجامعة بالمشاركة في حفلي افتتاح وختام الدورة الأفريقية الخامسة بالقاهرة تحت أشراف أ.د/كريمان عبد المنعم سرور عميدة الكلية.
- 1992..... تم تكليف الكلية من قبل أ.د/ رمزي الشاعر رئيس الجامعة بالمشاركة في احتفالات السادس من أكتوبر المجيد تحت أشراف أ.د/ كريمان عبد المنعم سرور عميدة الكلية.
- 1994..... أقامة الكلية حفل فني وعروض رياضية في يوم المحارب احتفالا بأبطال القوات المسلحة المعاقين تحت رعاية رئيس الجامعة وبحضور محافظ الشرقية والسادة نواب رئيس الجامعة وعمداء الكليات وتحت أشراف أ.د/كريمان عبد المنعم سرور عميدة الكلية.
- 1996..... اشتركت الكلية في حفل افتتاح أسبوع شباب الجامعات الثالث بجامعة الزقازيق بحضور جميع جامعات مصر تحت رعاية رئيس الجامعة وأشراف أ.د/ كريمان عبد المنعم سرور عميدة الكلية.
- 1997..... تم تكليف كل من أ.د / ناهد حتحوت، د/ الهام عبد العظيم، د/ زينب الاسكندراني لتصميم وتنفيذ حفل افتتاح كأس العالم للناشئين لكرة القدم تحت رعاية السيد رئيس الجمهورية في استاد القاهرة.في الفترة من 3 - 5 /12/ 1997 تم عقد المؤتمر العلمي الدولي الثاني وعنوانه " الرياضة والتلوث البيئي وتحديات التطور التكنولوحى للقرن الحادي والعشرين تحت رعاية أ.د/مفيد شهاب، ورئيس المؤتمر أ.د/احمد الشيخ، ومقرر عام المؤتمر أ.د/ كريمان عبد المنعم سرورعميدة الكلية. تم إقامة أول دورة ثقل لطالبات الكلية في كيفية التعامل مع المعاقين ورياض الأطفال وكيفية التعامل في هذه المرحلة لجميع الأنشطة تحت إشراف أ.د / كريمان عبد المنعم سرور.
- 1998.... اشتركت الكلية في مهرجان الإسماعيلية الدولي للفنون الشعبية حيث قدموا مستوي فني متميز من الاستعراضات التي أبهرت الدول الأجنبية تحت إشراف أ.د/ ناهد حتحوت. في نهاية العام الدراسي قامت الكلية بحفل ختامي رائع لجميع اللجان الخاصة بمكتب رعاية الشباب وأقامت معرض فني / ثقافي / جوالة / أسر. وتم عرض المشغولات اللاتي قامت طالبات الكلية بعملها خلال العام الدراسي وتوزيع الجوائز علي الطالبات المتميزات في الأنشطة المختلفة بالكلية. في 1/8/1998 بتعين أ.د/ ناهد حتحوت إشراف على كلية التربية الرياضية للبنات جامعة الزقازيق.
- 1999..... قامت الكلية بعمل افتتاح كأس العام لكرة اليد حيث قدموا مستوي فني متميزبالاستعراضات التي أبهرت الجميع، تصميم وتنفيذ الدكتورة / ناهد حتحوت والذي شرفه بحضور حفل الافتتاح سيادة الرئيس.
- 2000...... تم عقد المؤتمر الأول لذوي الاحتياجات الخاصة عن إستراتجية الوقاية من الإعاقة وطرق معالجتها خلال الألفية الثالثة حيث تم بنجاح باهر واشتركت فيه جمعية أصدقاء مرضي شلل الأطفال بالشرقية.
- 2002..... أقامت الكلية بمهرجان افتتاح المدن الجديدة في عهد الرئيس محمد حسنى مبارك تحت رعاية رجال الأعمال بإستاد العاشر من رمضان والعروض من تصميم وإخراج أ.د/ناهد حتحوت.
- 2003..... إقامة الكلية بالمهرجان الأول لشباب مصر تحت رعاية الرئيس محمد حسنى مبارك ووزير الشباب والرياضة أ.د/ على الدين هلال في إستاد القاهرة بصالة الهوكي.والعروض من تصميم وإخراج أ.د/ ناهد حتحوت.في 26/10/ 2003 صدر قرار بتعين أ.د/ نبيلة عبد الله عمران عميدة لكلية التربية الرياضية للبنات جامعة الزقازيق. تم أنشاء وحدة السباحة في كلية التربية الرياضية للبنات تحت إشراف أ.د/ نبيلة عمران عميدة الكلية.
- 2004..... أقامة الكلية حفل مهرجان البيئة الرابع تحت رعاية أ.د/ ماهر الدمياطي رئيس الجامعة وإشراف أ.د/ نبيلة عمران عميدة الكلية والعروض من تصميم وإخراج أ.د/ زينب الاسكندرانى.
- 2005..... أقامة الكلية احتفالات عيد الشرقية القومي تحت رعاية أ.د/ ماهر الدمياطي رئيس الجامعة وإشراف أ.د/ نبيلة عمران عميدة الكلية والعروض من تصميم وإخراج أ.د/ زينب الاسكندرانى. أقامة الكلية حفل مهرجان البيئة الخامس تحت رعاية أ.د/ ماهر الدمياطي رئيس الجامعة وإشراف أ.د/ نبيلة عمران عميدة الكلية والعروض من تصميم وإخراج أ.د/ زينب الاسكندرانى.أقامت الكلية الدورة التدريبية الخاصة بالتأهيل للعمل في مجال ذوي الاحتياجات الخاصة بالتعاون مع اللجنة الباراليميبية المصرية والاتحاد المصري للمعاقين" تحت أشراف أ.د/ نبيلة عمران عميدة الكلية، أ.د/ كريمان عبد المنعم سرور الأستاذ بقسم العلوم التربوية والاجتماعية، أ.د/ ليلى حامد صوان الأستاذ بقسم العلوم التربوية والاجتماعية.
- 2006..... في 20/11/2006 تم إنشاء وحدة تقويم الأداء والجودة في كلية التربية الرياضية للبنات تحت إشراف أ.د/ نبيلة عمران عميدة الكلية. أقامة الكلية حفل مهرجان البيئة السادس تحت رعاية أ.د/ ماهر الدمياطي رئيس الجامعة وإشراف أ.د/ نبيلة عمران عميدة الكلية والعروض من تصميم وإخراج أ.د/ زينب الاسكندرانى. أعلنت جامعة الزقازيق بفوز أ.د/ كريمان عبد المنعم سرور بجائزة الجامعة التقديرية في علوم التربية الرياضية. تم إنشاء وحدة اللياقة البدنية في كلية التربية الرياضية للبنات تحت إشراف أ.د/ نبيلة عمران عميدة الكلية.
- 2007..... إقامة الكلية حفل مهرجان البيئة السابع تحت رعاية أ.د/ ماهر الدمياطي رئيس الجامعة وإشراف أ.د/ نبيلة عمران عميدة الكلية والعروض من تصميم وإخراج أ.د/ زينب الاسكندرانى. إقامة الكلية المهرجان الدولي السادس عشر للخيول العربية تحت إشراف أ.د/ نبيلة عمران عميدة الكلية والعروض من تصميم وإخراج أ.د/ زينب الاسكندرانى.في 25/1/2007 تم أنشاء وحدة نظم المعلومات في كلية التربية الرياضية للبنات تحت إشراف أ.د/ نبيلة عمـران عمـيـدة الكلـيـة رئـيسا للـوحـدة، أ.د/ هويدا عبد الحميد نائب رئيس الوحدة.تهنئة من المجلس القومي للرياضة لكلية التربية الرياضية للبنات بحصولها على المركز الأول على مستوى الجمهورية في المهرجان الثاني للعروض الرياضية للكليات المتخصصة تحت إشراف أ.د/ نبيلة عمران والعروض من تصميم وإخراج أ.د/ زينب الاسكندرانى. إقامة الكلية عروض افتتاح الدورة العربية تحت إشراف أ.د/ نبيلة عمران والعروض من تصميم وإخراج أ.د/ زينب الاسكندرانى.
- 2008.... في 9 / 2/ 2008 قام السيد الأستاذ الدكتور / ماهر الدمياطي رئيس جامعة الزقازيق بالترحيب بالسادة الضيوف رواد حفل افتتاح أسبوع شباب الفتيات الأول الذي حضرة السيد وزير التعليم العالي والدولة للبحث العلمي السيد الأستاذ الدكتور هاني هلال والسيد المستشار يحيى عبد المجيد محافظ الشرقية والسادة رؤساء الجامعات المصرية حيث قامت أ.د/نبيلة عمران عميدة كلية التربية الرياضية للبنات جامعة الزقازيق بالإشراف على حفل الافتتاح الذي احتوي علي عرضاًُ رياضياً قامت بتصميمه وإخراجة أ.د / زينب الاسكندراني أستاذ التعبير الحركي بكلية التربية الرياضية للبنات جامعة الزقازيق.في 22-23/3/ 2008 المؤتمر العلمي الدولي الثالث «تطوير المناهج التعليمية في ضوء الاتجاهات الحديثة وحاجة سوق العمل» تحت رعاية الدكتور/ هانى هلال وزير التعليم العالى والدولة والبحث العلمى، الأستاذ الدكتور / ماهر الدمياطي رئيس جامعة الزقازيق والمهندس / حسن صقر رئيس المجلس القومى للرياضة ورئيس المؤتمر الدكتور/ نبيلة عمران عميدة كلية التربية الرياضية بنات جامعة الزقازيق ونائب رئيس المؤتمر الدكتور/ تهانى عبد العزيز وكيل كلية التربية الرياضية بنات جامعة الزقازيق للدراسات العليا والبحوث. في 30 / 4 / 2008 إقامة الكلية حفل مهرجان البيئة الثامن تحت رعاية أ.د/ ماهر الدمياطي رئيس الجامعة وإشراف أ.د/ نبيلة عمران عميدة الكلية.تهنئة من المجلس القومي للرياضة لكلية التربية الرياضية للبنات بحصولها على المركز الأول في اللقاء الأول للكلية المتميزة في اللياقة البدنية والترويحية.في 24/4/2008 الملتقى الفكرى والرياضى الأول التي يقام بكلية التربية الرياضية بالهرم وحصول الكلية على المركز الثاني وحصول بعض اللاعبات على ميداليات فضية وبرونزية.
- 2009....في 20/4/2009 إقامة الكلية حفل مهرجان البيئة الثامن تحت رعاية أ.د/ ماهر الدمياطي رئيس الجامعة وإشراف أ.د/ نبيلة عمران عميدة الكلية.

## أهداف الكلية
تهدف الكلية إلي ما يلي:
```
أولا: إعداد الطالبات مهنيا لما يلي:
```

- تدريس التربية البدنية في مراحل التعليم المختلفة.
- التدريب الرياضي.
- الإدارة والتنظيم في المجالات الرياضية (الهيئات والمؤسسات الرياضية).
- العمل في مجال المعاقين.

```
ثانيا: إعداد باحثين في مجال التربية البدنية والرياضة.
```

- إجراء البحوث والدراسات في التربية البدنية والرياضة والمجالات المرتبطة بها.
- نشر الثقافة الرياضية بين افراد المجتمع.

## أقسام الكلية
- قسم المناهج وطرق التدريس والتدريب
- قسم العلوم التربوية والاجتماعية
- قسم الترويح والتنظيم والإدارة
- قسم العلوم الصحية
- قسم التمرينات والجمباز والتعبير الحركي
- قسم مسابقات الميدان والمضمار
- قـســــم الألــعــاب
- قسم الرياضات المائية والمنازلات

## إدارة الكلية
- أ.د/إيمان الحاروني (عميد الكلية)
- أ.د/ ناهد خيري فياض (وكيل الكلية لشئون البيئة وخدمة المجتمع)
- أ.د /إيمان سعد زغلول (وكيل الكلية لشئون الدراسات العليا والبحوث)
- أ.د / الهام عبد العظيم (وكيل الكلية لشئون التعليم والطلاب)